# Šatorina
Šatorina är ett berg i Kroatien.   Det ligger i länet Lika, i den centrala delen av landet, 150 km sydväst om huvudstaden Zagreb. Toppen på Šatorina är 1 624 meter över havet, eller 230 meter över den omgivande terrängen. Bredden vid basen är 9,7 km.
Terrängen runt Šatorina är kuperad åt nordost, men åt sydväst är den bergig. Runt Šatorina är det ganska tätbefolkat, med 60 invånare per kvadratkilometer. Närmaste större samhälle är Popovača, 10,7 km öster om Šatorina. Trakten runt Šatorina består i huvudsak av gräsmarker.